# Eamon Sullivan
Eamon Sullivan, född 30 augusti 1985 i Perth, Australien, är en australisk före detta sprintsimmare och OS-medaljör.
Han representerade Australien vid Olympiska sommarspelen 2004 i Aten, Olympiska sommarspelen 2008 i Peking och Olympiska sommarspelen 2012 i London. Vid de olympiska simtävlingarna i Peking 2008 så vann han två silvermedaljer och en bronsmedalj.
Sullivan tog världsrekordet på 100 meter frisim med tiden 47,05 sekunder under finalen för 4x100 m frisim i Peking den 13 augusti 2008 och 50 meter frisim mars 2008 då han simmade på 21,28 sekunder i "Telstra Australian Olympic Trials" i Sydney International Aquatic Centre. Han höll både rekorden fram till 2009, då Alain Bernard slog rekordet i 100 meter frisim med tiden 46,94 sekunder och Frédérick Bousquet som slog rekordet i 50 meter frisim med tiden 20,94 sekunder.